# 東京街渠

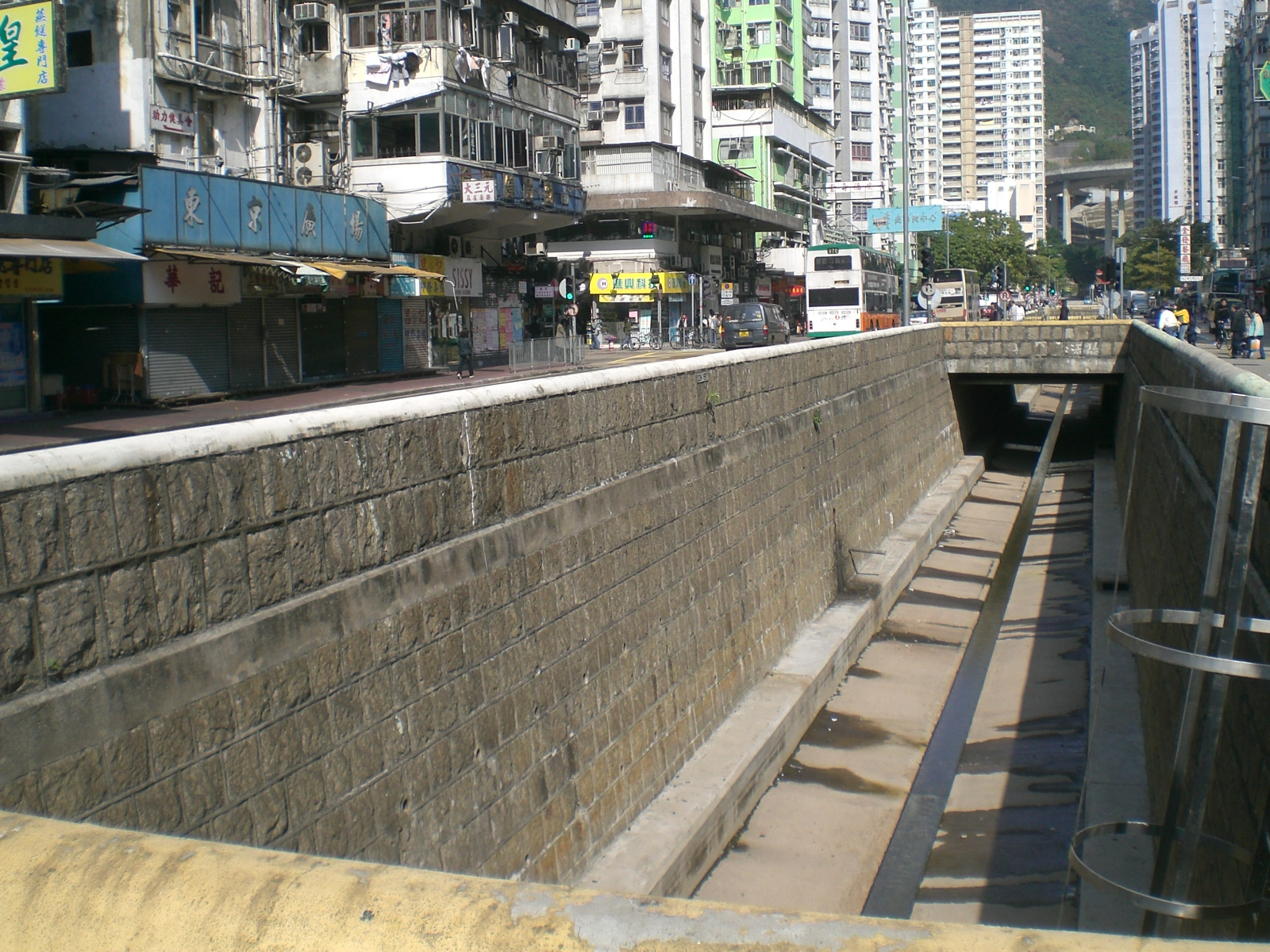
東京街渠

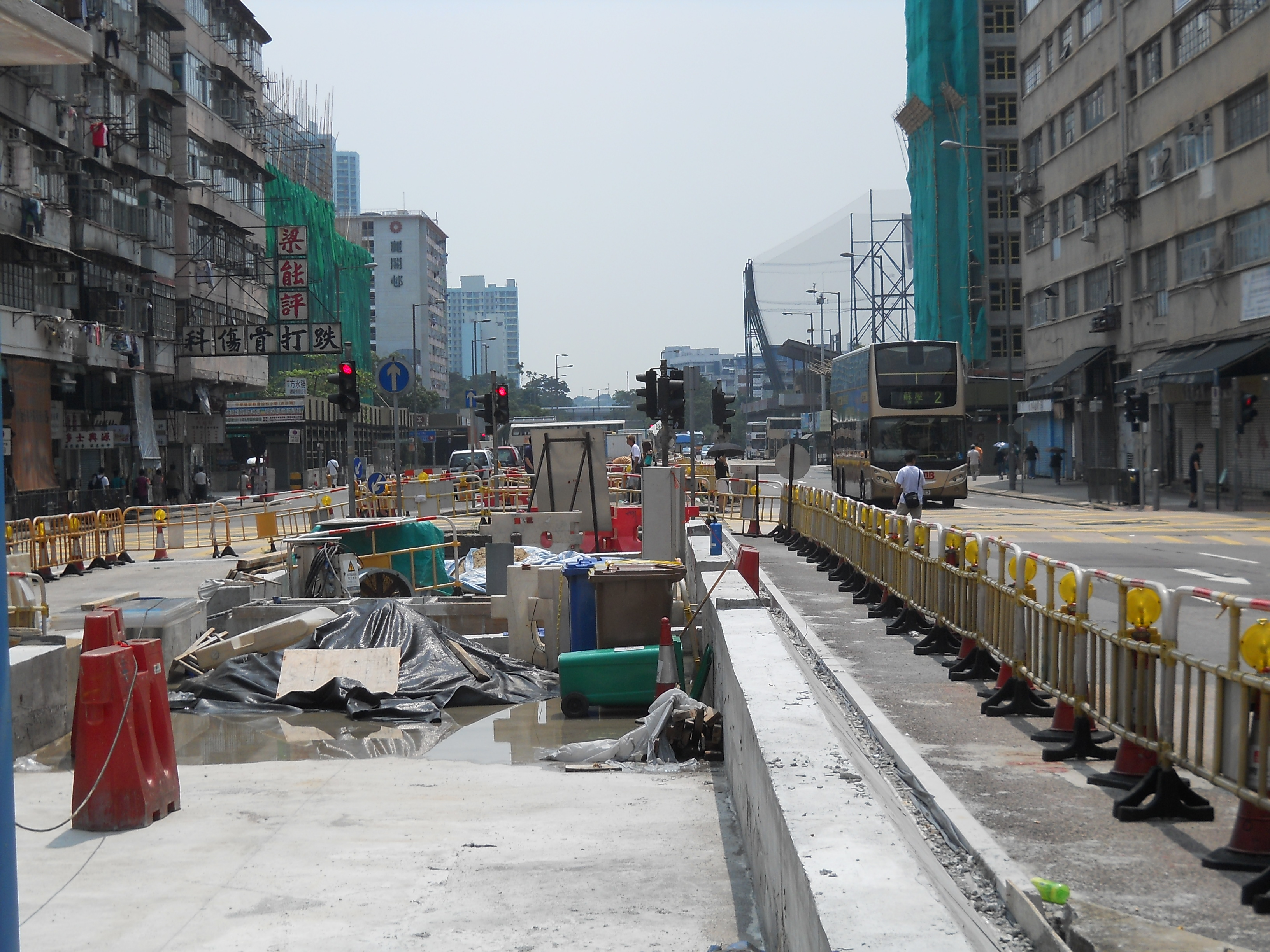
已經覆蓋的東京街渠

東京街渠（英語：Tonkin Street Nullah）是香港於2010年被覆蓋的明渠之一，位於九龍深水埗區東京街一帶，長約230米、闊約5.5米。該街渠將筆架山一帶的雨水，經過東京街及東京街西下的暗渠流出維多利亞港。

## 覆蓋工程
東京街明渠由於有非法污水渠接駁而造成蚊患與惡臭，在2005年施政報告中，行政長官宣布香港政府會在10年內覆蓋包括東京街明渠在內的16段明渠，以改善生活環境。覆蓋後的東京街明渠將用以擴闊東京街行人路。
2006年4月8日渠務地盤挖掘出超過500件戰時遺留下來的爆炸品，包括迫擊砲、榴彈砲、防空機關砲彈藥及引信等，警方於當日晚即場引爆。相隔僅20天，渠務工人用挖泥機挖出一枚生鏽金屬圓形物體，疑是戰時遺下爆炸品，與上次發現炮彈的位置相距約兩米，警方軍火專家其後在15米地底挖出5枚包括迫擊炮、手榴彈及子彈，證實是戰時英軍遺下已失效的炸彈。